# Пастињано (Терамо)
Пастињано (итал. Pastignano) је насеље у Италији у округу Терамо, региону Абруцо.
Према процени из 2011. у насељу је живело 23 становника. Насеље се налази на надморској висини од 859 м.